# امندو مورنو
امندو مورنو (انگلیسی: Amando Moreno؛ زادهٔ ۱۰ سپتامبر ۱۹۹۵) بازیکن فوتبال اهل ایالات متحده آمریکا است.
از باشگاه‌هایی که در آن بازی کرده‌است می‌توان به باشگاه فوتبال نیویورک رد بولز، باشگاه تیخوانا، شیکاگو فایر، و نیومکزیکو یونایتد اشاره کرد.
وی همچنین در تیم‌های ملی فوتبال United States men's national under-18 soccer team, United States men's national under-20 soccer team، و السالوادور بازی کرده‌است.